# Isi Palazón
Isaac „Isi“ Palazón Camacho (* 27. prosince 1994) je španělský fotbalista, který hraje jako pravé křídlo za Rayo Vallecano.

## Klubová kariéra
Palazón se narodil v Cieze, svůj seniorský debut absolvoval v dresu CD Cieza v pouhých 15 letech, poté, co krátce působil v mládeži Realu Madrid. Později působil ve Villarrealu, kde hrál za C-tým. V roce 2013 se vrátil do Ciezy.
V roce 2014 se Palazón připojil k Realu Murcia. Dne 18. prosince téhož roku podepsal s klubem novou tříletou smlouvou.
Dne 18. srpna 2017 se Palazón přesunul do SD Ponferradina.
Dne 23. ledna 2020 podepsal Palazón smlouvu na tři a půl roku s Rayo Vallecano.